# Billy Harker
William Harker (sinh năm 1911, ngày mất không rõ) là một cầu thủ bóng đá người Anh từng thi đấu ở vị trí tiền đạo cho nhiều đội bóng tại Football League.